# 江戸三十三観音札所
江戸三十三観音札所（えどさんじゅうさんかんのんふだしょ）とは、東京都区部にある33か所の札所寺院と1か所の番外寺院からなる観音霊場である。現在ではもっぱら1976年（昭和51年）に江戸札所会が改訂して発表した「昭和新撰江戸三十三観音札所」のことを指す。前身は江戸時代から存在するが札所寺院は廃仏毀釈などで半数以上が入れ替わっている。
なお、20番札所「光明山 和合院 天徳寺」が大規模工事中のため、現在のところ同寺院への参拝および御朱印の入手はできません。寺院の工期は2027年3月31日完了予定。（2025年6月時点の情報）

## 江戸三十三観音札所の起源
江戸時代、西国三十三所や坂東三十三観音などの観音霊場巡礼が流行した際、既存の観音巡礼を模した新たな札所が各地で設けられた。こうした巡礼路を「写し霊場」と呼ぶ。江戸では特に西国三十三所に見立てて、三十三の寺院を選ぶ西国写し霊場が流行した。江戸時代の江戸市中周辺には記録に残っているだけで20種もの西国写し霊場が存在していたとされる。これらの霊場は、江戸時代後期天保年間の成立と推定される柳亭種彦の著作『足薪翁記』に「昔、京順礼・江戸順礼といふことありときけり。是〔これ〕は富家の婦女、又〔また〕茶屋者、風呂屋物などとなへし〔称えし〕売女の類、衣装に伊達を尽くし笈摺胸札をかけて、実の順禮〔順礼〕の如くいでたち、洛陽三十三所の観音へまうつる〔詣ずる〕を京順禮〔京順礼〕と云〔いう〕なり。江戸順禮〔江戸順礼〕も又是におなじ」と見えるように、「幕府の厳しい規制下で自由に衣装本能を謳歌できない都市女性が近くの巡礼に仮託して、風俗の解放を求めたもの」とも言われ（近藤隆二郎の説）、京都で流行した後白河法皇選定と伝わる洛陽三十三所観音霊場巡礼をもととし、信仰よりもレジャー、ファッションの一環としておこなわれていたものであった。これら数々の江戸札所には神仏習合のものもあり、たとえば「江戸西国三十三所」では、「ここから眺める不忍池の景色が、石山寺から眺める琵琶湖の景色に似ている」という理由で上野公園の五條天神社（穴稲荷）も札所の一つに数えられていた。
現行の江戸札所もこうした江戸時代の観音巡礼の一つに起源を持つとされており、元禄年間設定の観音巡礼には「武蔵三十三箇所」「江都古来三十三箇所」の2つがあり、現在のものがどちらを起源とするのかはわかっていない。田上善夫は現在の「昭和新撰江戸三十三観音札所」の前身を寛文8年（1668年）選定の「江都三十三所観音」としている。
現在の江戸札所には3番の大観音寺、5番の大安楽寺など明治時代の創建、さらに昭和26年（1951年）開創の世田谷山観音寺といった近現代に作られた寺院も含まれており、田上によれば寛文年間の「江都三十三所観音」に示された33か所中の19か所が廃絶し、昭和新撰時に新たに加えられている。なお、平成4年（1992年）には30番札所が入れ替わっている。下記の一覧は、この昭和新撰のものを記載している。

## 昭和新撰 江戸三十三観音札所一覧
| 番   | 山号・院号・寺号         | 読み                                         | 通称         | 札所本尊                    | 宗派           | 所在地               | 画像 |
| ---- | ------------------------ | -------------------------------------------- | ------------ | --------------------------- | -------------- | -------------------- | ---- |
| 1    | 金龍山 浅草寺            | きんりゅうざん せんそうじ                    | 浅草観音     | 聖観世音菩薩                | 聖観音宗       | 台東区浅草           |      |
| 2    | 江北山 宝聚院 清水寺     | こうほくざん ほうじゅいん せいすいじ         |              | 千手観世音菩薩              | 天台宗         | 台東区松が谷         |      |
| 3    | 大観音寺                 | おおかんのんじ                               |              | 聖観世音菩薩                | 聖観音宗       | 中央区日本橋人形町   |      |
| 4    | 諸宗山 無縁寺 回向院     | しょしゅうざん むえんじ えこういん           | 両国回向院   | 馬頭観世音菩薩              | 浄土宗         | 墨田区両国           |      |
| 5    | 新高野山 大安楽寺        | しんこうやさん だいあんらくじ                |              | 十一面観世音菩薩            | 高野山真言宗   | 中央区日本橋小伝馬町 |      |
| 6    | 東叡山 寛永寺 清水観音堂 | とうえいざん かんえいじ きよみずかんのんどう |              | 千手観世音菩薩              | 天台宗         | 台東区上野公園       |      |
| 7    | 柳井堂 心城院            | りゅうせいどう しんじょういん                | 湯島聖天     | 十一面観世音菩薩            | 天台宗         | 文京区湯島           |      |
| 8    | 東梅山 花陽院 清林寺     | とうばいざん かよういん せいりんじ           |              | 聖観世音菩薩                | 浄土宗         | 文京区向丘           |      |
| 9    | 東光山 見性院 定泉寺     | とうこうざん けんしょういん じょうせんじ     |              | 十一面観世音菩薩            | 浄土宗         | 文京区本駒込         |      |
| 10   | 湯嶹山 常光院 浄心寺     | ゆしまざん じょうこういん じょうしんじ       |              | 十一面観世音菩薩            | 浄土宗         | 文京区向丘           |      |
| 11   | 南縁山 正徳院 圓乗寺     | なんえんざん しょうとくいん えんじょうじ     |              | 聖観世音菩薩                | 天台宗         | 文京区白山           |      |
| 12   | 無量山 寿経寺 伝通院     | むりょうざん じゅきょうじ でんづういん       |              | 無量聖観世音菩薩            | 浄土宗         | 文京区小石川         |      |
| 13   | 神齢山 悉地院 護国寺     | じんれいざん しっちいん ごこくじ             |              | 如意輪観世音菩薩            | 真言宗豊山派   | 文京区大塚           |      |
| 14   | 神霊山 慈眼寺 金乗院     | しんれいざん じげんじ こんじょういん         | 目白不動尊   | 聖観世音菩薩                | 真言宗豊山派   | 豊島区高田           |      |
| 15   | 光松山 威盛院 放生寺     | こうしょうざん いじょういん ほうしょうじ     |              | 聖観世音菩薩                | 高野山真言宗   | 新宿区西早稲田       |      |
| 16   | 医光山 長寿院 安養寺     | いこうざん ちょうじゅいん あんようじ         |              | 十一面観世音菩薩            | 天台宗         | 新宿区神楽坂         |      |
| 17   | 如意輪山 宝福寺          | にょいりんざん ほうふくじ                    | 中野観音     | 如意輪観世音菩薩            | 真言宗豊山派   | 中野区南台           |      |
| 18   | 金鶏山 海繁寺 真成院     | きんけいざん かいはんじ しんじょういん       |              | 潮干十一面観世音菩薩        | 高野山真言宗   | 新宿区若葉           |      |
| 19   | 医王山 悉地院 東円寺     | いおうざん しっちいん とうえんじ             |              | 聖観世音菩薩                | 真言宗豊山派   | 杉並区和田           |      |
| 20   | 光明山 和合院 天徳寺     | こうみょうざん わごういん てんとくじ         |              | 聖観世音菩薩                | 浄土宗         | 港区虎ノ門           |      |
| 21   | 三縁山 広度院 増上寺     | さんえんざん こうどいん ぞうじょうじ         |              | 西向聖観世音菩薩            | 浄土宗         | 港区芝公園           |      |
| 22   | 補陀山 長谷寺            | ほださん ちょうこくじ                        | 麻布大観音   | 十一面観世音菩薩            | 曹洞宗         | 港区西麻布           |      |
| 23   | 金龍山 大円寺            | きんりゅうざん だいえんじ                    |              | 聖観世音菩薩                | 曹洞宗         | 文京区向丘           |      |
| 24   | 長青山 宝樹寺 梅窓院     | ちょうせいざん ほうじゅじ ばいそういん       |              | 泰平観世音菩薩              | 浄土宗         | 港区南青山           |      |
| 25   | 三田山 水月院 魚籃寺     | みたさん すいげついん ぎょらんじ             |              | 魚籃観世音菩薩              | 浄土宗         | 港区三田             |      |
| 26   | 周光山 長寿院 済海寺     | しゅうこうざん ちょうじゅいん さいかいじ     |              | 亀塚正観世音菩薩            | 浄土宗         | 港区三田             |      |
| 27   | 来迎山 道往寺            | らいごうざん どうおうじ                      |              | 聖観世音菩薩 千手観世音菩薩 | 浄土宗         | 港区高輪             |      |
| 28   | 勝林山 金地院            | しょうりんざん こんちいん                    |              | 聖観世音菩薩                | 臨済宗南禅寺派 | 港区芝公園           |      |
| 29   | 高野山 金剛峯寺 東京別院 | こうやさん こんごうぶじ とうきょうべついん   | 高輪結び大師 | 聖観世音菩薩                | 高野山真言宗   | 港区高輪             |      |
| 30   | 豊盛山 延命院 一心寺     | ぶじょうざん えんめいいん いっしんじ         | 成田不動尊   | 聖観世音菩薩                | 真言宗智山派   | 品川区北品川         |      |
| 31   | 海照山 普門院 品川寺     | かいしょうざん ふもんいん ほんせんじ         | 品川観音     | 水月観世音菩薩 聖観世音菩薩 | 真言宗醍醐派   | 品川区南品川         |      |
| 32   | 世田谷山 観音寺          | せたがやざん かんのんじ                      | 世田谷観音   | 聖観世音菩薩                | 単立系         | 世田谷区下馬         |      |
| 33   | 泰叡山 瀧泉寺            | たいえいざん りゅうせんじ                    | 目黒不動尊   | 聖観世音菩薩                | 天台宗         | 目黒区下目黒         |      |
| 番外 | 龍吟山 瑞林院 海雲寺     | りゅうぎんさん ずいりんいん かいうんじ       | 品川千躰荒神 | 十一面観世音菩薩            | 曹洞宗         | 品川区南品川         |      |